# Гегешидзе Георгій Андрійович
Георгій Андрійович Гегешидзе (1924, місто Хашурі, тепер Грузія — 1971) — грузинський радянський державний діяч, 1-й секретар Тбіліського міського комітету КП Грузії, 1-й секретар Абхазького обласного комітету КП Грузії, секретар ЦК КП Грузії. Член ЦК Комуністичної партії Грузії. Депутат Верховної Ради Грузинської РСР. Депутат Верховної Ради СРСР 4—5-го скликань. 

## Життєпис
З 1930 по 1940 рік — учень Хашурської 16-ї залізничної школи. У 1937 році вступив до комсомолу.
У 1940—1945 роках — студент електротехнічного факультету Грузинського політехнічного інституту імені Кірова в Тбілісі.
У 1945—1948 роках — 2-й секретар, 1-й секретар Сталінського районного комітету ЛКСМ Грузії міста Тбілісі.
Член ВКП(б) з 1946 року.
З 1948 року — секретар партійного комітету (парткому) Тбіліського паровозо-вагоноремонтного заводу імені Сталіна.
До листопада 1952 року — 1-й секретар Руставського міського комітету КП(б) Грузії.
У листопаді 1952 — квітні 1953 року — заступник міністра державної безпеки Грузинської РСР з кадрів.
З 28 квітня по 10 жовтня 1953 року — голова виконавчого комітету Тбіліської міської ради депутатів трудящих.
2 жовтня 1953 — грудень 1955 року — 1-й секретар Абхазького обласного комітету КП Грузії.
У грудні 1955—1956 роках — завідувач відділу промисловості та транспорту ЦК КП Грузії.
У 1956—1961 роках — 1-й секретар Тбіліського міського комітету КП Грузії.
29 вересня 1961 — 9 квітня 1965 року — секретар ЦК КП Грузії. Одночасно, з 19 грудня 1962 по 24 листопада 1964 року — голова Бюро ЦК КП Грузії з промисловості.
З 1965 року — директор Науково-дослідного інституту приладобудування та засобів автоматизації Міністерства приладобудування та засобів автоматизації СРСР.
Помер у 1971 році.

## Нагороди
- орден Трудового Червоного Прапора (1957)
- ордени
- медаль «За доблесну працю у Великій Вітчизняній війні 1941—1945 рр.»
- медалі